# 聖アントニウスの苦悩
『聖アントニウスの苦悩』（せいアントニウスのくのう、伊: Tormento di sant'Antonio、英: The Torment of Saint Anthony）あるいは『聖アントニウスの誘惑』（せいアントニウスのゆうわく, 英: The Temptation of Saint Anthony）は、盛期ルネサンス期の巨匠ミケランジェロ・ブオナローティが1487年ごろに制作した絵画である。テンペラ。主題は聖アントニウスの誘惑から取られており、ミケランジェロの作品として19世紀に大きな注目を集めた。ミケランジェロの伝記を残したアスカニオ・コンディヴィとジョルジョ・ヴァザーリによると、ミケランジェロの最初のタブロー画は12歳から13歳のころに制作したドイツの版画家マルティン・ショーンガウアーの『悪魔に苦しめられる聖アントニウス』（St. Antonius von Dämonen gepeinigt）の複製であり、本作品が彼らの証言するところの作品であるならば、ミケランジェロの4点しか現存していないタブロー画の1つであるばかりでなく、少年時代のミケランジェロが制作した最初の絵画作品ということになる。現在はテキサス州フォートワースのキンベル美術館に所蔵されている。

## 主題

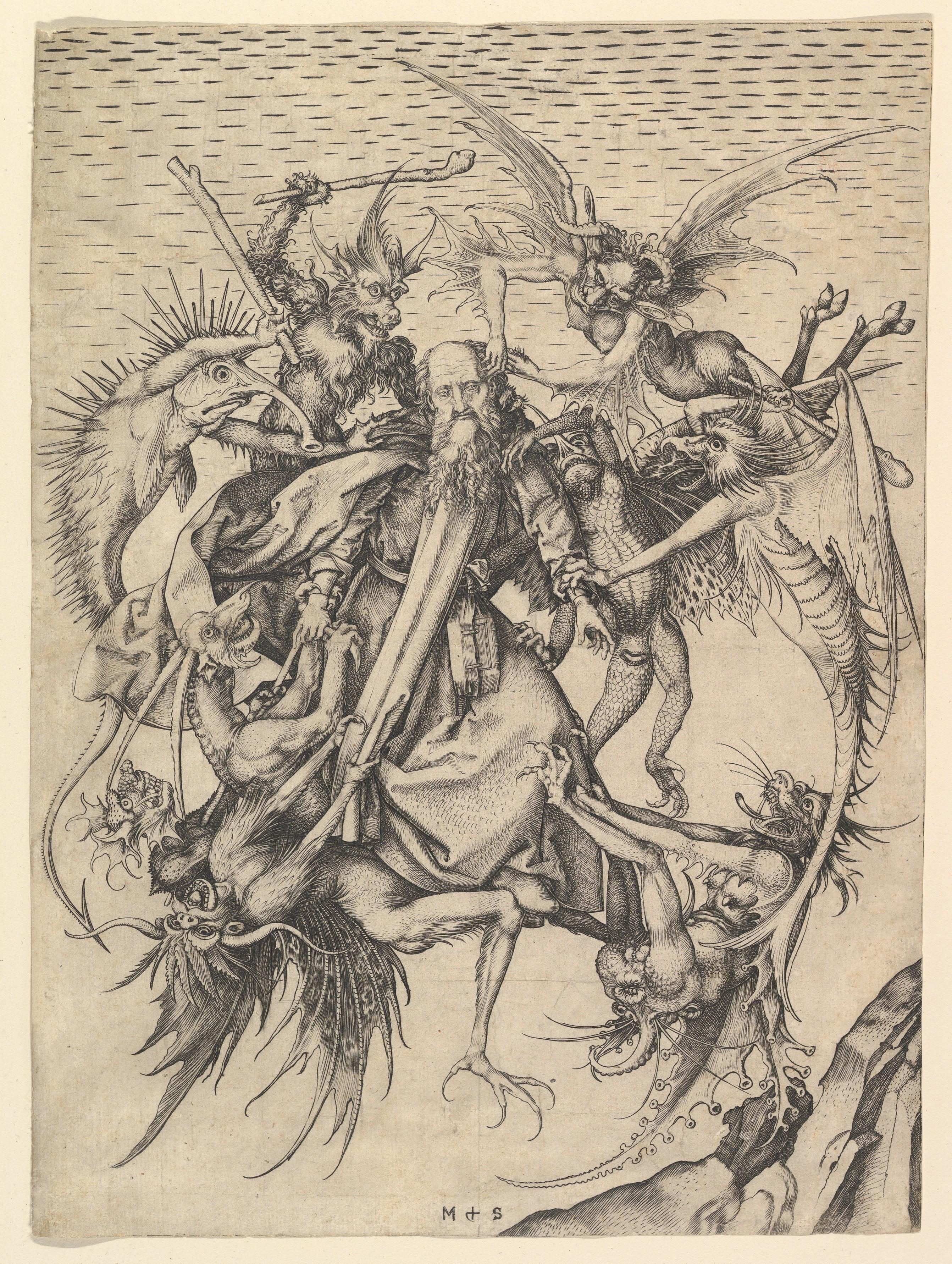
マルティン・ショーンガウアーによる銅版画『悪魔に苦しめられる聖アントニウス』。1470年ごろ。

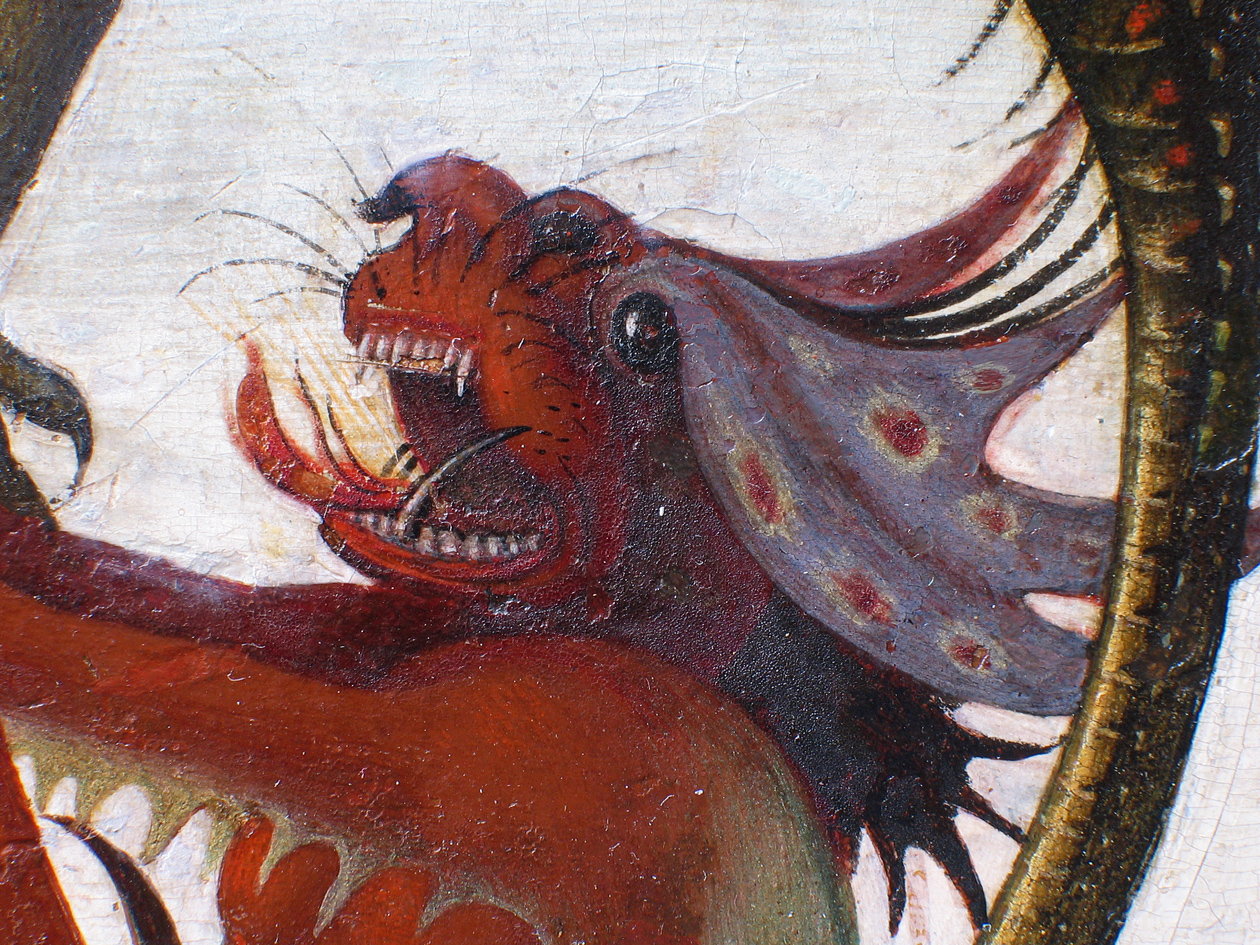
悪魔のディテール。

3世紀から4世紀の聖人である聖アントニウスは修道院制度の創始者とされる。アレクサンドリアのアタナシオスの『聖アントニウスの生涯』やヤコブス・デ・ウォラギネの『黄金伝説』によると、エジプトに生まれた聖アントニウスは、両親が死去すると財産を貧しい人々に分け与えたのち、砂漠に隠遁し、隠者として孤独な生活を続けたが、悪魔の誘惑に苦しめられた。

## 作品
ミケランジェロはショーンガウアーの版画に従って、空中に運ばれたうえで悪魔や怪物たちから攻撃される聖アントニウスを描いている。ショーンガウアーが描いた9体の悪魔たちは聖アントニウスを取り囲んで、聖人の衣服や手足、髪をつかみ、棍棒を振り上げて攻撃している。聖アントニウスはこの試練に対して静かに耐えている。悪魔はいずれも幻想的かつ独創的であり、様々な動物を混成した身体で表現され、ショーンガウアーの鱗や毛皮の写実的な描写は動物の観察に基づいていることを示している。
このショーンガウアーの構図に対して、ミケランジェロは独自の創意工夫をふんだんに盛り込んでいる。最も明確な差異は背景である。ショーンガウアーでは画面右下隅に示唆的に描かれた岩山以外はほとんど空白となっているのに対し、画面左下隅に険しい断崖を新たに配置し、岩山があった場所に緑豊かな山を描いた。そしてその間にフィレンツェ周辺を流れる有名なアルノ川の渓谷を思わせる広大な風景を描いた。これにより聖アントニウスの苦悩がさらに劇的になっている。またミケランジェロはショーンガウアーの自然主義的描写を高めている。ヴァザーリやコンディヴィが伝えるところによれば、フランチェスコ・グラナッチからショーンガウアーの版画と画材を与えられたミケランジェロは、悪魔の描写に真実味を与えるために、魚市場で魚を模写したうえで悪魔を描いたと述べている。実際にミケランジェロは画面左上の密集した棘を持つ魚のような怪物に銀色の鱗を描き加えている。またショーンガウアーの版画にはない火の要素を導入している。たとえば岩の隙間に小さな火を描き加えた。右下の悪魔の口から炎の息を吐かせ、左上の魚のような怪物が握った棍棒に火をつけて松明のような武器に変えた。さらにミケランジェロは人物像の縮尺を変更し、それぞれの配置と位置関係に修正を加えた。彼は聖アントニウスの頭の向きと表情を変え、光輪を追加し、黒衣のひだを単純化している。聖アントニウスと2人の悪魔像のために空間を確保している。左下の悪魔の角の向きをすぐ下の悪魔が噛むことができるように変えることで、ドラマ性を強化した。これらの変更により、より魅力的な図像群を作り出している。
ミケランジェロは人物と衣服の襞をシンプルで幅広の黒い絵筆で下絵を描いているが、風景ではおそらくシルバーポイントを使用し、はるかに詳細な下絵を描いている。左下隅の岩場の下絵で確認された細かく湾曲したハッチングは、ミケランジェロが芸術的訓練の一環として制作したジョット・ディ・ボンドーネのフレスコ画『聖ヨハネの昇天』（Ascensione di San Giovanni Evangelista）の初期の模写の様式に似ている。
さらに塗装後に魚のような怪物の背中に沿って絵具を削り、絵具層の下のジェッソを露出させ、彫刻的な外観を引き立てている。また彫り込みを入れて悪魔の輪郭を鋭くした。絵画の最終段階では、明るい背景色を使用して多数のエッジに調整を加えた。これらの修正は輪郭を洗練することに対する画家の執着を示唆しているが、これらの技法の組み合わせは、ロンドンのナショナル・ギャラリー所蔵のミケランジェロの2点の未完成作品『聖母子と聖ヨハネと天使たち』（Madonna con bambino e San Giovanni e gli angeli）と『キリストの埋葬』（Deposizione di Cristo nel sepolcro）でも確認されており、本作品がミケランジェロのタブロー画である強い証拠を提示している。
保存状態はわずかな絵画層の剥落と虫食いの穴がある以外は非常に優れている。
メトロポリタン美術館で行われた修復と科学的調査は本作品の品質を明らかにした。絵画表面のワニスと上塗りの層は変色しており、ミケランジェロの独特のパレットを覆い隠し、絵画の深みや幻想性を損なっていたが、保存修復師マイケル・ギャラガー（Michael Gallagher）によって除去された。赤外線リフレクトグラフィーを用いた科学的調査では2箇所のペンティメントが発見されているが、これはミケランジェロが着彩の最中においても、当初の下絵から逸脱して変化を加え続けたことを意味しており、本作品が別の絵画の後に制作された複製ではなく、オリジナルの絵画であることを示している。

## 来歴
絵画の来歴の大部分は不明である。すでにルネサンス期の伝記作家たちは絵画の所在について証言を残していない。確実に分かっていることは、絵画は19世紀にトスカーナ州ピサのスコルツィ画廊（Galleria Scorzi）にあり、1837年にフランスの彫刻家アンリ・ド・トリケティ男爵が購入したことである。1859年に本作品を見たイギリスの画家・美術史家チャールズ・ロック・イーストレイク卿など一部の愛好家たちはミケランジェロの真筆画として受け入れており、1874年にはパリでミケランジェロの作品として展示されている。トリケティの死後、絵画は娘のブランシェ・ド・トリケティ（Blanche de Triqueti）が相続し、彼女の死後に夫である歴史家エドゥアール・リー・チャイルド（Édouard Lee Childe）によって、20世紀初頭に父トリケティとその弟子である女性彫刻家スーザン・デュラントの間に生まれたポール・ハーヴェイ卿に贈られた。ハーベイ家で保管されていた絵画は1960年にミケランジェロの作品としてサザビーズに出品されたが購入者は現れなかった。それから約半世紀後の2008年7月にドメニコ・ギルランダイオの工房に再帰属され、再びサザビーズに出品されると、アメリカ合衆国の美術商アダム・ウィリアムズ ・ファイン・アート（Adam Williams Fine Art）によって約100万ポンドで落札された。購入者はクリーニングと科学的分析のためにメトロポリタン美術館に貸し出した後、2009年5月に非公開の価格（おそらく600万ドル以上）でキンベル美術館に売却した。「ミケランジェロの最初の絵画」を入手したという美術館のセンセーショナルな主張は、著名なアメリカの美術史家キース・クリスチャンセンやエベレット・ファヒらによって支持された。

## ギャラリー
ミケランジェロのタブロー画
ミケランジェロのタブロー画は、本作品の他にフィレンツェのウフィツィ美術館所蔵の『聖家族』（La Sacra Famiglia con san Giovannino）、ロンドンのナショナル・ギャラリーに所蔵されている未完成の絵画『聖母子と聖ヨハネと天使たち』と『キリストの埋葬』が知られている。

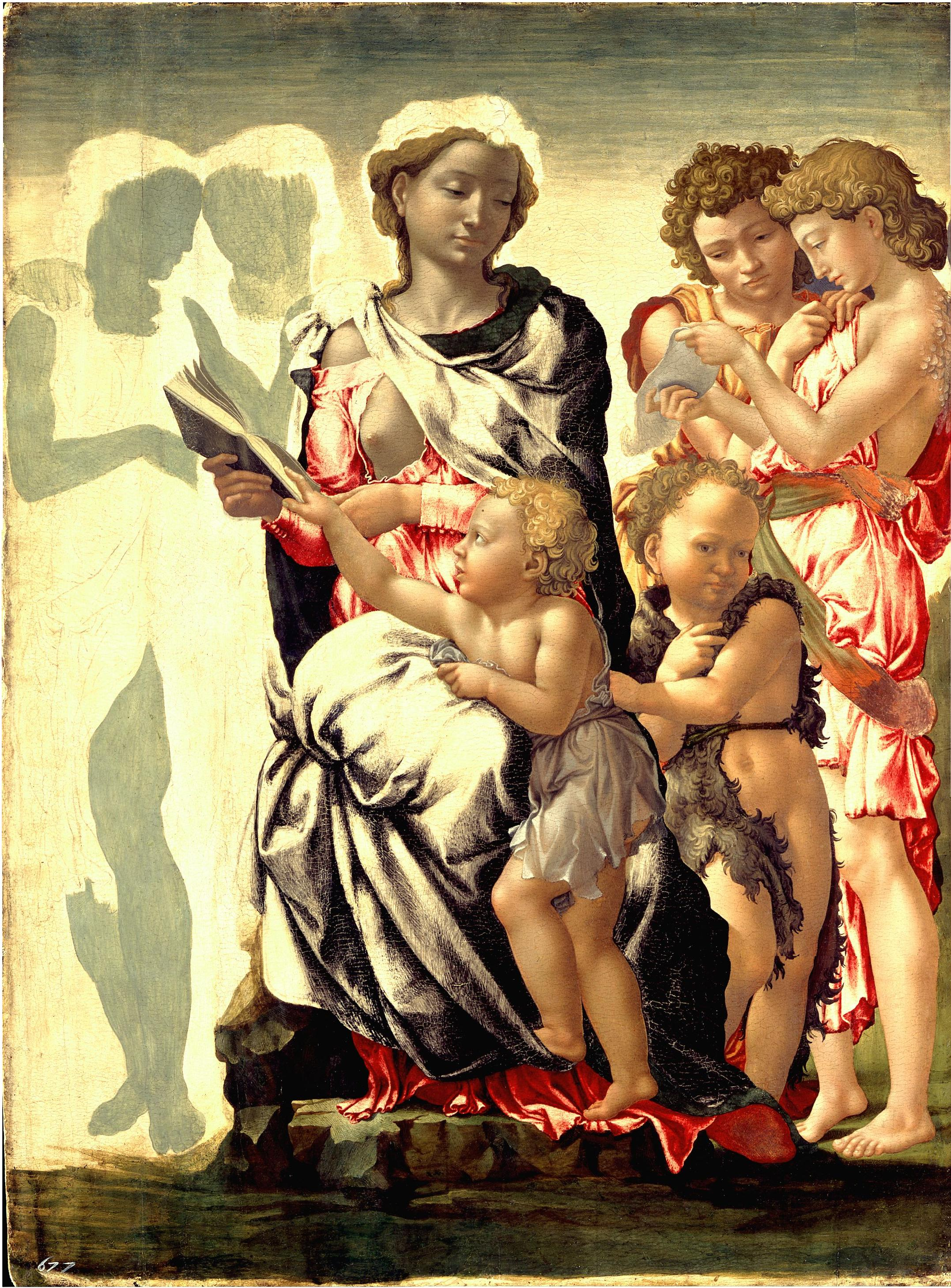
『聖母子と聖ヨハネと天使たち』1494年ごろ ロンドン・ナショナル・ギャラリー所蔵
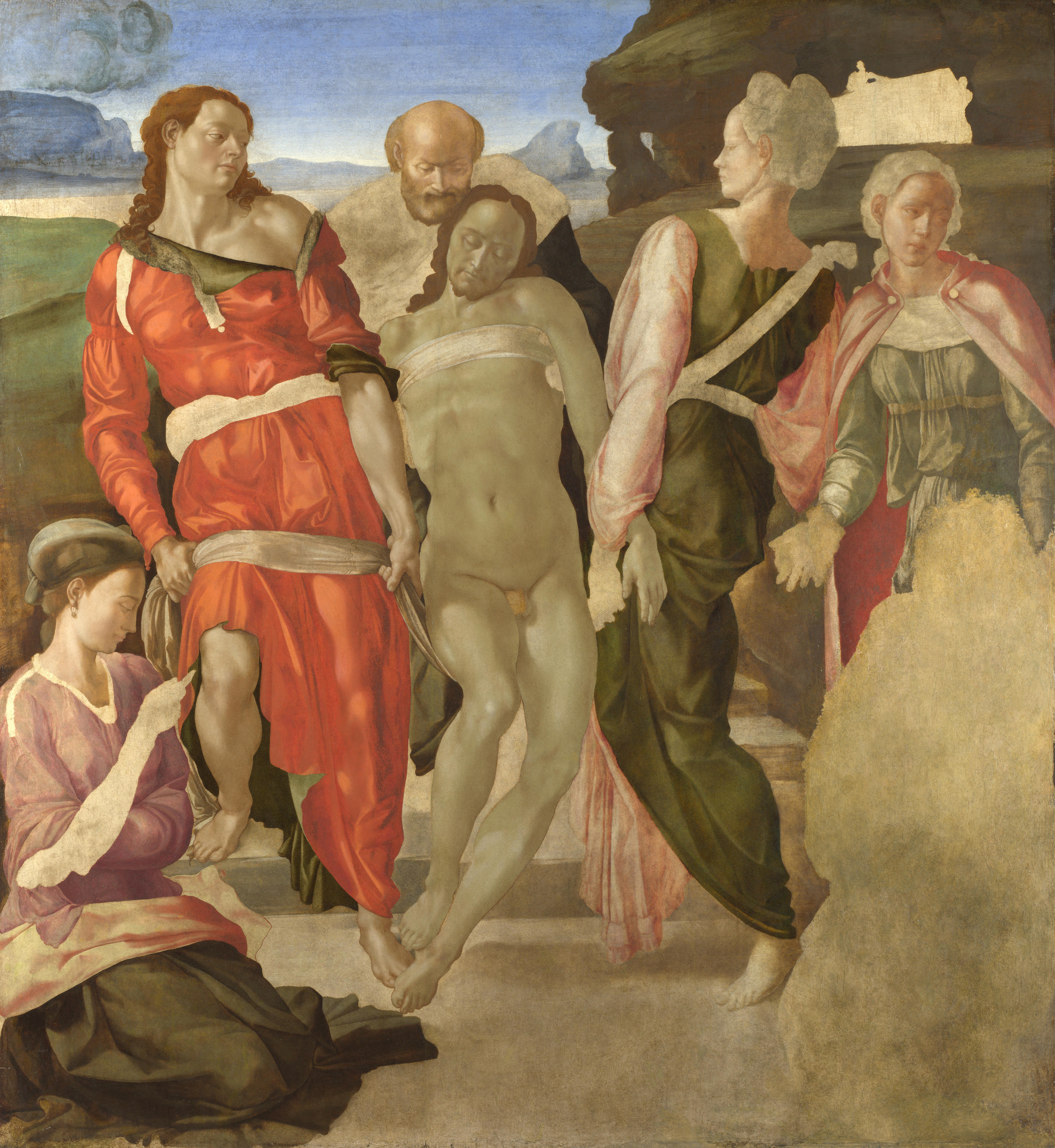
『キリストの埋葬』1500年-1501年ごろ ロンドン・ナショナル・ギャラリー所蔵
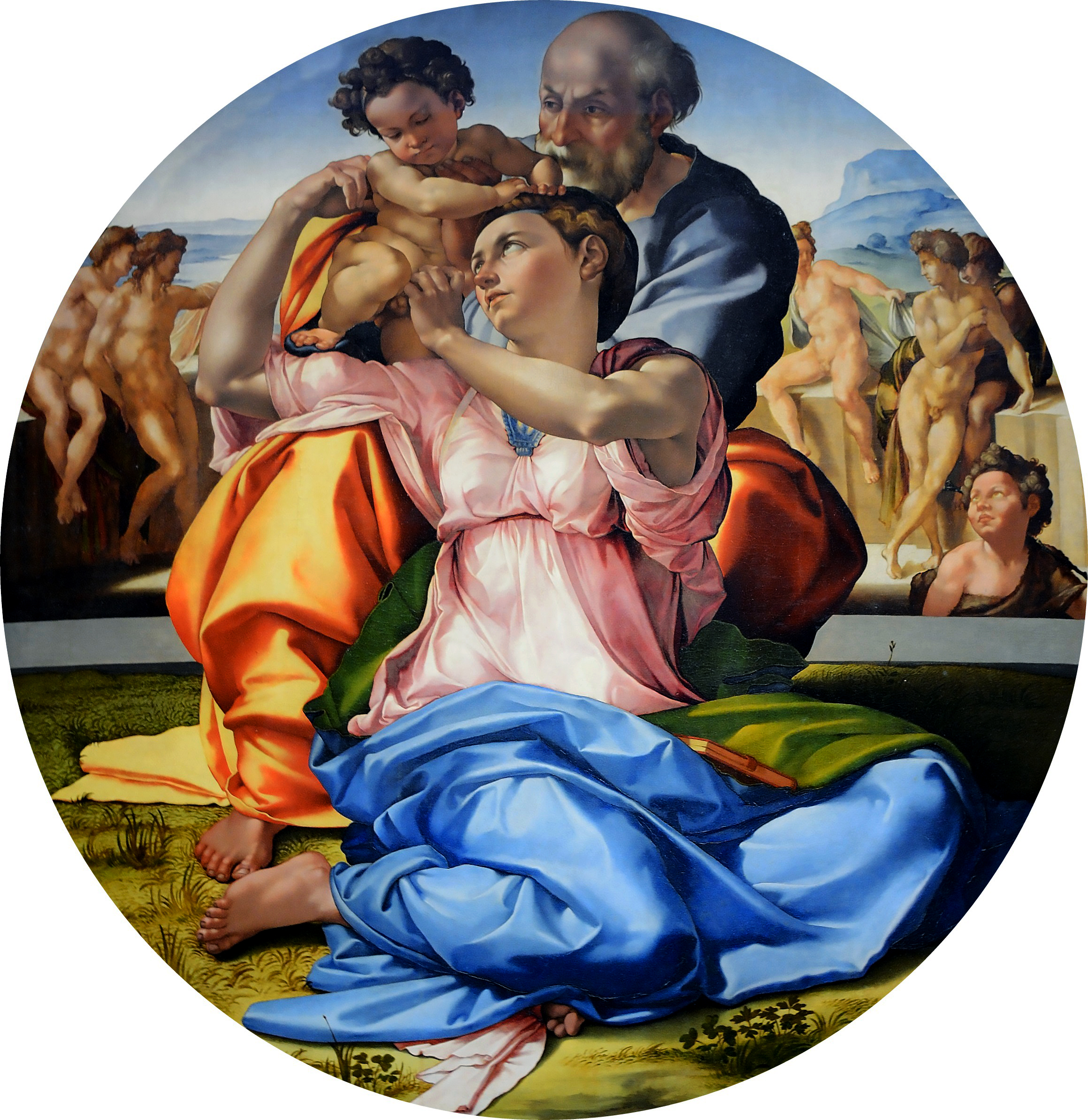
『聖家族』1507年ごろ　ウフィツィ美術館所蔵